# Anda, corre, vuela
Anda, corre, vuela es una película peruana del año 1995 dirigida por Augusto Tamayo San Román y protagonizada por Marino León de la Torre y Rosa Morffino, producida por el grupo Grupo Chaski. Es la secuela de Gregorio (1980) y Juliana (1988).

## Sinopsis
Historia de amor entre Gregorio y Juliana, dos jóvenes marginales en tiempos de crisis y violencia. Sus destinos empiezan a entrelazarse, a pesar de sus diferentes aspiraciones y a la creciente tensión social por la lucha armada que sostienen las Fuerzas Armadas con el grupo terrorista Sendero Luminoso.

## Reparto
- Marino León de la Torre como Gregorio
- Rosa Morffino como Juliana
- Bruno Odar como Chinito
- Mario Velásquez como Loco
- Luis Ramírez como Lobo
- Gilberto Torrez como Capitán
- Julio Marcone como teniente#1
- Carlos Danos como teniente#2

## Nominaciones
La película fue elegida para participar en varios festivales de cine como:
- Festival de Cine Latinoamericano de Toulouse
- Festival Internacional de Cine de Chicago
- Festival des Films du Monde de Montreal
- Festival de cine de San Francisco
- Festival de cine de Biarritz